# Dimitrie Baciu
Dimitrie (Dumitru) Baciu (n.  ?) a fost un pilot român de aviație, as al Aviației Române din cel de-al Doilea Război Mondial.
Sublocotenentul av. Dimitrie Baciu a fost decorat cu Ordinul „Virtutea Aeronautică” cu spade, clasa Crucea de Aur (16 februarie 1944) „pentru destoinicia dovedită în luptele dela Don și Stalingrad unde a executat 25 misiuni de vânătoare și 12 bombardamente în picaj având și o victorie aeriană” și clasa Crucea de Aur cu prima și a doua baretă (ambele la 6 octombrie 1944).
A fost înaintat în 1944 la gradul de locotenent aviator.

## Decorații
- Ordinul „Virtutea Aeronautică” cu spade, clasa Crucea de aur (16 februarie 1944)[1]
- Ordinul „Virtutea Aeronautică” cu spade, clasa Crucea de Aur cu 1 baretă (6 octombrie 1944)[2]
- Ordinul „Virtutea Aeronautică” cu spade, clasa Crucea de Aur cu 2 barete (6 octombrie 1944)[2]